# Rozprza (gromada)
Rozprza – dawna gromada, czyli najmniejsza jednostka podziału terytorialnego Polskiej Rzeczypospolitej Ludowej w latach 1954–1972.
Gromady, z gromadzkimi radami narodowymi (GRN) jako organami władzy najniższego stopnia na wsi, funkcjonowały od reformy reorganizującej administrację wiejską przeprowadzonej jesienią 1954 do momentu ich zniesienia z dniem 1 stycznia 1973, tym samym wypierając organizację gminną w latach 1954–1972.
Gromadę Rozprza siedzibą GRN w Rozprzy utworzono – jako jedną z 8759 gromad na obszarze Polski – w powiecie piotrkowskim w woj. łódzkim, na mocy uchwały nr 35/54 WRN w Łodzi z dnia 4 października 1954. W skład jednostki weszły obszary dotychczasowych gromad Białocin, Ignaców, Kęszyn, Magdalenka, Romanówka, Rozprza, Stara Wieś i Stara Wieś kolonia ze zniesionej gminy Rozprza oraz obszar dotychczasowej gromady Kisiele ze zniesionej gminy Siomki w tymże powiecie. Dla gromady ustalono 27 członków gromadzkiej rady narodowej.
31 grudnia 1959 do gromady Rozprza przyłączono obszar zniesionej gromady Straszów.
Gromada przetrwała do końca 1972 roku, czyli do kolejnej reformy gminnej. 1 stycznia 1973 w powiecie piotrkowskim reaktywowano gminę Rozprza.